# 10 Pułk Artylerii Ciężkiej (1920)
10 pułk artylerii ciężkiej (10 pac) – oddział artylerii ciężkiej Wojska Polskiego II Rzeczypospolitej w okresie wojny polsko-bolszewickiej.
Wiosną 1919 przystąpiono do formowania brygad artylerii dla dywizji piechoty. Brygada składała się z dowództwa, pułku artylerii polowej i pułku artylerii ciężkiej (dywizjon trzybateryjny). Drugi dywizjon pułku artylerii ciężkiej przeznaczony był do rezerwy artylerii Naczelnego Dowództwa.
Dekretem Naczelnego Wodza Wojska Polskiego z 1 września 1919 wyznaczeni zostali dowódcy wszystkich istniejących wówczas ośmiu pułków artylerii ciężkiej. Dowódcą 10 pułku artylerii ciężkiej został mjr Kazimierz Pankowicz. Latem 1920 jego bateria zapasowa stacjonowała w Skierniewicach.
Opracowany w październiku plan rozbudowy artylerii do końca 1919 przewidywał, że z dniem 31 grudnia zakończona zostanie organizacja baterii i dowództw formowanych w kraju przez baterie zapasowe pułków artylerii. W okresie od października do końca grudnia 1919 bateria zapasowa 10 pułku artylerii ciężkiej miała wystawić 2 baterię oraz dowództwo I dywizjonu.

## Formowanie 10 pac
Rozkazem Generalnego Inspektoratu Artylerii, w kwietniu 1919 sformowano w Łodzi 9 ćwiczebny dywizjon artylerii, a na stanowisko dowódcy wyznaczony został płk Stanisław Ostrowski. 21 lipca dywizjon został rozwiązany, a jego 2 bateria weszła w skład tworzonego w Skierniewicach 10 pułku artylerii ciężkiej pod dowództwem mjr. Kazimierza Pankowicza. Dowódcą I dywizjonu został kpt. Witold Właszczuk, a od 27 września kpt. Tadeusz Szulc. II dywizjon był pododdziałem głęboko skadrowanym. W sierpniu I dywizjon otrzymał działa francuskie, a w listopadzie, po intensywnym szkoleniu, osiągnął gotowość bojową. W tym też czasie rozwiązano dowództwo pułku i II dywizjon.

## Walki i przekształcenia I/10 pac
W listopadzie 1 i 2 bateria przerzucone zostały do Wilna. Tam stanowiły odwód artyleryjski Frontu. W końcu stycznia 1920 dołączyła do nich reszta dywizjonu. 14 maja ruszyła I ofensywa wojsk Tuchaczewskiego. Jako pierwsza wymaszerowała z Wilna 1 bateria por. Michała Sławińskiego. Od 12 czerwca do 3 lipca wspierała ogniem piechotę nad jeziorem Narocz. Walczyła między innymi pod Kubliczami, Ostrowem, Chłorami, Prudkiem i Prudami. W tym czasie doszło praktycznie do likwidacji 2 baterii, która oddała większość ludzi, koni i wozów innym pododdziałom 10 Brygady Artylerii, a jej pozostałość została odesłana do Skierniewic w celu uzupełnienia. W tym czasie dowództwo I/10 pac z 3 baterią zostało skierowanie w rejon Łużek.
4 lipca wojska sowieckiego Frontu Zachodniego przeszły do ofensywy. W tym dniu zaciętą walkę w rejonie jeziora Szo stoczyła 1 bateria. Od 5 lipca działające oddzielnie baterie prowadziły działania opóźniające. Połączyły się 20 lipca pod Łunną Wolą. Stąd cofano się nadal aż na linię Narwi i Bugu. Tu, w rejonie Jabłoni, Kościelnej Rusi i Markowientu, zwalczano ogniem sowiecką piechotę. 3 sierpnia 1 bateria maszerowała do Ostrowi Mazowieckiej. W nocy kolumna została zaatakowana przez silny oddział nieprzyjaciela. Podczas kolejnych walk pod Ostrowią bateria skutecznie osłaniała ogniem marsz 10 Dywizji Piechoty. Do 13 sierpnia dywizjon ześrodkował się w rejonie Wyszkowa, a następnie wspierał własną piechotę w rejonie Dębe. Tymczasem reorganizująca się 2 bateria por. Kozicza skierowana została do Płocka i od 17 sierpnia walczyła w obronie miasta. W dalszych walkach nie brała udziału, a 29 września dołączyła do reszty dywizjonu.

### 10 Kaniowski dywizjon artylerii ciężkiej
Inne pododdziały I/10 pac weszły ponownie do walki w połowie września w rejonie Sokala. Dywizjon zakończył swój szlak bojowy 27 września w rejonie Kowla. Stąd transportem kolejowym został przewieziony do Brześcia nad Bugiem. Zimę, już w całości, dywizjon spędził w rejonie Białej Podlaskiej, a 27 marca 1921 powrócił do Skierniewic. Został wtedy usamodzielniony i przemianowany na 10 Kaniowski dywizjon artylerii ciężkiej.
W związku z przejściem artylerii na stopę pokojową, 22 sierpnia 1921 utworzono nowy „pokojowy” 4 pułk artylerii ciężkiej. W jego skład miał wejść 10 Kaniowski dywizjon artylerii ciężkiej (I dyon) oraz 7 dywizjon artylerii ciężkiej (II dyon). 23 października przybył ze Skierniewic do Łodzi 10 dac i został przemianowany na I dywizjon 4 pułku artylerii ciężkiej.